# Lithacodia homopteridia
Lithacodia homopteridia är en fjärilsart som beskrevs av William Schaus 1911. Lithacodia homopteridia ingår i släktet Lithacodia och familjen nattflyn. Inga underarter finns listade i Catalogue of Life.